# Nová hospoda (Zbraslav)
Nová hospoda (U Petrášků) na Zbraslavi je bývalý zájezdní hostinec v Praze 5, který stojí v ulici U Národní galerie.

## Historie
Původní hostinec postavený kolem roku 1770 byl dřevěný a patřil do majetku zbraslavského kláštera. Kolem roku 1813 jej vlastnil František Naupauer, který v něm vybudoval zájezdní hostinec navštěvovaný především formany jedoucími do Prahy a zpět. V roce 1860 jej provozoval pan Šárka.
Kolem roku 1902 převzal hostinec zbraslavský sládek pan Jirásek a přestavěl jej na restauraci. V patře hlavní budovy byly v té době zřízeny úřadovny okresního a městského úřadu. Později restauraci přenechal svému příbuznému panu Petráškovi z Litně, po kterém získala svůj nový název. Kolem roku 1920 zde sídlil jeden z nejstarších zbraslavských spolků „Čtenářská beseda“ a mělo v něm vyhrazenou místnost okresní společenstvo hostinských.
K roku 2021 zde sídlí banka GE Capital.